# Mamo powiedz mi (The Thinners)
Mamo powiedz mi – pierwszy album Wodzisławskiej grupy muzycznej The Thinners, swą premierę miał 25 października 2013 roku, został wydany przez Zima Records.

## Skład
- Grzegorz Gawenda – gitara elektryczna, gitara elektroakustyczna, wokal
- Piotr Włodarczyk – wokal, gitara basowa
- Stanisław Zagrodnik – perkusja
- Piotr Bosowski – trąbka
- Magdalena Hałas – skrzypce, pianino

Gościnnie:
- Agnieszka Szpargała – wokal – Leniwiec (zespół muzyczny)
- Wojciech Gawenda – wokal
- Sonia Trybuś – wiolonczela

## Lista utworów
1. Kaftanik
2. Fałszywy
3. Naiwność
4. Dzień
5. Ostatni list
6. Martwy świat
7. Mamo powiedz mi
8. Przesłanie
9. Nic się nie zmienia
10. Psychopaci
11. Wykopmy rasizm ze stadionów
12. Powietrze (cover Partii)
13. Mija czas

Bonus Track: